# Керкинский этрап
Керкинский этрап (туркм. Kerki etraby) — этрап в Лебапском велаяте Туркменистана.

## История
Образован в январе 1925 года как Керкинский район Керкинского округа Туркменской ССР. В сентябре 1930 Керкинский округ был упразднён и Керкинский район перешёл в прямое подчинение Туркменской ССР.
В феврале 1933 Керкинский округ был восстановлен, а Керкинский район был упразднён. В январе 1939 Керкинский район был восстановлен. В ноябре 1939 Керкинский район отошёл к новообразованной Чарджоуской области.
В декабре 1943 Керкинский район отошёл к новообразованной Керкинской области. В январе 1947 Керкинская область была упразднена и Керкинский район вернулся в состав Чарджоуской области.
3 ноября 1956 года в состав района был включён город Керки, прежде находившийся в областном подчинении. 4 марта 1959 года к Керкинскому району был присоединён Кизыл-Аякский район.
В январе 1963 Чарджоуская область была упразднена и Керкинский район снова перешёл в прямое подчинение Туркменской ССР. В декабре 1970 район вновь вошёл в состав восстановленной Чарджоуской области.
В 1992 году Керкинский район вошёл в состав Лебапского велаята и был переименован сначала в Керкинский этрап, а 29 декабря 1999 года — в Атамуратский этрап. 25 ноября 2017 года Атамуратский этрап вновь переименован в Керкинский.

## Достопримечательности
- Мавзолей Астана-баба (XI—XII век)